# Edward Neill Baker
Edward Neill "Ted" Baker (Puerto Argentino/Stanley, 29 de octubre de 1942) es un científico de Nueva Zelanda que se especializa en la purificación de proteínas, cristalización y la bioinformática. En la actualidad es un distinguido profesor de la Universidad de Auckland.

## Biografía
Nacido en Puerto Argentino/Stanley en 1942, es hijo de Harold Baker y Moya Boak, ambos neozelandeses emigrados a las islas. Pasó sus primeros años en las Islas Malvinas, donde su padre era el superintendente del sistema educativo de la colonia. La familia regresó a Nueva Zelanda en 1948. Se educó en el Colegio Real de Auckland desde 1956 hasta 1960. Después estudió química en la Universidad de Auckland, completando su doctorado en 1967, realizando una investigación postdoctoral en la estructura de la insulina con el premio Nobel Dorothy Hodgkin en la Universidad de Oxford en Inglaterra. Luego, estableció un puesto académico en la Universidad de Massey, donde determinó la estructura de la enzima actinidina kiwis. En 1997 regresó a la Universidad de Auckland donde se convirtió en profesor de biología estructural y posteriormente director del Centro Maurice Wilkins para la Diversidad Molecular. También se desempeñó como presidente de la Unión Internacional de Cristalografía entre 1996 y 1999.
Baker fue elegido miembro de la Real Sociedad de Nueva Zelanda en 1987, y ganó la Medalla Héctor de la sociedad en 1997. Fue galardonado con la Medalla de Rutherford, el más alto honor en la ciencia de Nueva Zelanda, en 2006. En el 2007 fue nombrado Compañero de la Orden del Mérito de Nueva Zelanda por sus servicios a la ciencia.